# Tim Pigott-Smith
Timothy Peter Pigott-Smith (Rugby, 13 maggio 1946 – Northampton, 7 aprile 2017) è stato un attore britannico.

## Biografia
Tim Pigott-Smith è nato a Rugby nel Warwickshire da Thomas Pigott-Smith, giornalista, e da Margaret Muriel. Dopo aver completato gli studi all'Università di Bristol si è formato come attore alla Bristol Old Vic Theatre School.

### Carriera
Dopo essere apparso in molte produzioni televisive britanniche, tra cui due episodi della celebre serie tv Doctor Who e nella miniserie televisiva Nord e Sud, Pigott-Smith ha recitato in alcune celebri pellicole come Quel che resta del giorno, Gangs of New York, Johnny English, Alexander, V per Vendetta (nel ruolo del villain Peter Creedy), Quantum of Solace e Alice in Wonderland.
Conosciuto attore radiofonico, avendo preso parte a molte produzioni dell'emittente radiofonica inglese BBC Radio 4, Pigott-Smith è stato anche un apprezzato interprete di ruoli shakespeariani e greci, interpretando, tra l'altro, Postumo nella rappresentazione di Cimbelino di John Barton nel 1974 per la Royal Shakespeare Company e Re Lear nel 2011 alla West Yorkshire Playhouse di Leeds.
Nel 1985 viene premiato con un BAFTA per la serie televisiva The Jewel in the Crown.
Nel 2017 esce il suo ultimo film, King Charles III, in cui ha interpretato il re Carlo III del Regno Unito, tratto dall'omonima opera teatrale.

## Filmografia

### Cinema
- La battaglia delle aquile (Aces High), regia di Jack Gold (1976)
- Joseph Andrews, accreditato come Tim Piggott Smith, regia di Tony Richardson (1977)
- Un'adorabile canaglia (Sweet William), regia di Claude Whatam (1980)
- Gli amori di Richard (Richard's Things), regia di Anthony Harvey (1980)
- Scontro di titani (Clash of the Titans), regia di Desmond Davis (1981)
- Fuga per la vittoria (Victory), regia di John Huston (1981)
- A State of Emergency, regia di Richard C. Bennett (1986)
- Quel che resta del giorno (The Remains of the Day), regia di James Ivory (1993)
- Laissez-passer, regia di Bertrand Tavernier (2002)
- Bloody Sunday, regia di Paul Greengrass (2002)
- Le quattro piume (The Four Feathers), regia di Shekhar Kapur (2002)
- Gangs of New York, regia di Martin Scorsese (2002)
- Johnny English, regia di Peter Howitt (2003)
- Alexander, regia di Oliver Stone (2004)
- Conflict, cortometraggio, regia di Chelsea Vance (2005)
- V per Vendetta (V for Vendetta), regia di James McTeigue (2005)
- L'entente cordiale, regia di Vincent De Brus (2006)
- Normal for Norfolk, cortometraggio, regia di Gareth Lewis (2006)
- Giovani aquile (Flyboys), regia di Tony Bill (2006)
- Quantum of Solace, regia di Marc Forster (2008)
- Alice in Wonderland, regia di Tim Burton (2010)
- Ma part du gâteau, accreditato come Tim Piggott-Smith, regia di Cédric Klapisch (2011)
- Red 2, regia di Dean Parisot (2013)
- Jupiter - Il destino dell'universo (Jupiter Ascending), regia di Lana e Andy Wachowski (2015)
- Whisky Galore!, regia di Gillies MacKinnon (2016)
- Vittoria e Abdul (Victoria and Abdul), regia di Stephen Frears (2017)

### Televisione
- Boswell's Life of Johnson - film TV (1971)
- The Regiment - serie TV, 1 episodio (1972)
- Antonio e Cleopatra (Antony and Cleopatra) - film (1974)
- Nord e Sud (North & South) - miniserie TV, 1 episodio (1975)
- The Glittering Prizes - miniserie TV, 1 episodio (1976)
- Doctor Who - serie TV, 6 episodi (1971-1976)
- Wings - serie TV, 1 episodio (1977)
- Play for Today - serie TV, 1 episodio (1977)
- Eustace and Hilda - serie TV, 2 episodi (1977)
- The Lost Boys - miniserie TV, 2 episodi (1978)
- Measure for Measure - film TV (1979)
- Danger UXB - serie TV, 1 episodio (1979)
- ITV Playhouse - serie TV, 1 episodio (1979)
- The First Part of King Henry the Fourth, with the Life and Death of Henry Surnamed Hotspur - film TV (1979)
- BBC2 Playhouse - serie TV, 2 episodi (1979-1980)
- The Day Christ Died - film TV (1980)
- 'Tis Pity She's a Whore - film TV (1980)
- Hannah - serie TV, 4 episodi (1980)
- Le sconfitte di un vincitore: Winston Churchill 1928-1939 (Winston Churchill: The Wilderness Years) - miniserie TV, 8 episodi (1981)
- Il gobbo di Notre Dame (The Hunchback of Notre Dame), regia di Michael Tuchner - film TV (1982)
- Fame Is the Spur - miniserie TV, 8 episodi (1982)
- I Remember Nelson - serie TV, 4 episodi (1982)
- Storyboard - serie TV, 1 episodio (1983)
- Struggle - serie TV, 6 episodi (1983-1984)
- The Jewel in the Crown - miniserie TV, 13 episodi (1984)
- Agatha Christie: Caccia al delitto (Dead Man's Folly), regia di Clive Donner - film TV (1986)
- The Challenge - miniserie TV (1986)
- Behind the Bleep - film TV (1987)
- Horizon - serie TV documentaristica, 1 episodio (1987)
- True Adventures of Christopher Columbus - serie TV (1992)
- The Chief - serie TV, 14 episodi (1990-1993)
- Screen One - serie TV, 1 episodio (1993)
- Ghosts - serie TV, 1 episodio (1995)
- The Major Years - serie TV (1999)
- Kavanagh QC - serie TV, 1 episodio (2001)
- Dr. Terrible's House of Horrible - serie TV, 1 episodio (2001)
- The Inspector Lynley Mysteries - serie TV, 1 episodio (2002)
- Innocents - film TV (2002)
- Spooks - serie TV, 1 episodio (2002)
- The Vice - serie TV, 8 episodi (2001-2003)
- Eroica - film TV (2003)
- L'ultimo giorno di Pompei - film TV (2003)
- The Private Life of Samuel Pepys - film TV (2003)
- Nord e Sud (North & South) - miniserie TV, 4 episodi (2004)
- Poirot (Agatha Christie's Poirot) - serie TV, episodio 10x04 (2006)
- The Last Flight to Kuwait - film TV (2007)
- Holby Blue - serie TV, 8 episodi (2007)
- L'ispettore Barnaby (Midsomer Murders) - serie TV, episodio 11x06 (2008)
- On Expenses - film TV (2010)
- Foyle's War - serie TV, 1 episodio (2010)
- Money - miniserie TV, 2 episodi (2010)
- The Little House - serie TV, 2 episodi (2010)
- The Suspicions of Mr Whicher: The Murder at Road Hill House - film TV (2011)
- The Hour - serie TV, 4 episodi (2011)
- Simon Schama's Shakespeare - miniserie TV, 1 episodio (2012)
- Strike Back - serie TV, 2 episodi (2012)
- Downton Abbey - serie TV, 1 episodio (2012)
- Miranda - serie TV, 1 episodio (2013)
- Testimoni silenziosi (Silent Witness) - serie TV, 2 episodi (2013)
- Wodehouse in Exile - film TV (2013)
- The Suspicions of Mr Whicher: The Murder in Angel Lane - film TV (2013)
- The Great Train Robbery - miniserie TV, 1 episodio (2013)
- The Bletchley Circle - serie TV (2014)
- 37 Days - miniserie TV, 3 episodi (2014)
- Houdini - miniserie TV, 2 episodi (2014)
- The Suspicions of Mr Whicher: Beyond the Pale - film TV (2014)
- Rory Bremner's Election Report - film TV (2015)
- Lewis - serie TV, 2 episodi (2015)
- Decline and Fall - miniserie TV, 2 episodi (2017)
- King Charles III, regia di Rupert Goold - film TV (2017)

### Doppiatore
- Vampiretto (The Little Vampire 3D), regia di Richard Claus e Karsten Kiilerich (2017)

## Doppiatori italiani
- Pino Colizzi in Fuga per la vittoria
- Romano Ghini in Scontro di titani
- Antonio Sanna in Quel che resta del giorno
- Romano Malaspina in Bloody Sunday
- Dario Penne in Le quattro piume
- Luciano De Ambrosis in V per Vendetta e Red 2
- Michele Kalamera in Johnny English
- Ambrogio Colombo in Nord e Sud
- Carlo Reali in Quantum of Solace
- Bruno Alessandro in Alice in Wonderland
- Michele Gammino in Downton Abbey
- Carlo Valli in Vittoria e Abdul
- Pietro Biondi in Poirot

Da doppiatore è sostituito da:
- Massimo Lodolo in Vampiretto